# Olaia Naveiras
Olaia Naveiras Torres-Quiroga ( n. La Coruña, 1977 ) es una científica española.

## Trayectoria
Al finalizar el bachillerato, en 1995, se marchó a estudiar biomedicina en la "Phillips Academy Andover", de Massachusetts. Al año siguiente, comenzó la carrera de medicina en la Universidad Autónoma de Madrid; e inició investigaciones sobre enfermedades infecciosas, como la leishmaniosis y la meningitis.
En 2001, recibió una beca del Centro Nacional de Investigaciones Oncológicas para estudiar los mecanismos genéticos de resistencia del linfoma T cutáneo a la inmunoterapia. Finalizó su carrera en la Universidad Pierre y Marie Curie de París; y en 2003 inició sus estudios de doctorado en la Universidad Harvard sobre la formación de células totipotenciales de la sangre a partir de células madres embrionarias.

## Algunas publicaciones

### Libros
- olaia Naveiras Torres-Quiroga. 2008. Novel determinants of the hematopoietic microenvironment in development and homeostasis. Harvard University. 408 pp.

## Honores
Preseas
- 2008: premio Hauser que otorga la universidad de Harvard[1]